# Lénaïg Bredoux
Lénaïg Bredoux, née en 1980, est une journaliste française. Elle est responsable éditoriale sur les sujets de genre et de violences sexistes et sexuelles chez Mediapart.

## Biographie
Spécialiste des questions de genre, Lénaïg Bredoux est diplômée de l'École supérieure de journalisme de Lille puis de Sciences Po Paris.
Elle commence sa carrière à L'Humanité puis passe le concours de l'AFP et l'obtient. Elle est alors envoyée spéciale à Francfort, en Allemagne, où elle se spécialise dans l'automobile, la chimie, la pharmacie et la Banque centrale européenne. En 2010, elle rejoint Mediapart, où elle couvre d'abord l'actualité du Parti socialiste, avant de se spécialiser sur les questions touchant au sexisme et aux violences sexuelles avec sa collègue Marine Turchi[source insuffisante].
Son travail sur les violences sexuelles lui vaut d'être comparée à Ronan Farrow par la New York Review of Books et L'Express,.
En octobre 2020, pour la première fois en France, un journal décide de créer un poste de « gender editor »,. Mediapart choisit de nommer Lénaïg Bredoux à ce poste. Son rôle est de veiller à la bonne représentation des femmes dans leur traitement éditorial,,. Lénaïg Bredoux voit dans cette ère post-MeToo le moyen de réconcilier rigueur journalistique et engagement féministe,.
En 2021, une enquête du consortium international de journalistes Forbidden Stories révèle que Lenaïg Bredoux est — avec le rédacteur en chef de Mediapart Edwy Plenel — l'une des nombreux journalistes ciblés par le logiciel espion Pegasus, en l'occurrence pour le compte des services de renseignement marocains ; elle avait écrit plusieurs articles en 2015 sur Abdellatif Hammouchi, le directeur général de la surveillance du territoire (DGST) marocaine,.
En octobre 2023, elle devient co-directrice éditoriale de Mediapart, aux côtés de Valentine Oberti, à la suite de Carine Fouteau et Stéphane Alliès,.

## Ouvrages
- Collectif, sous la direction de Lénaïg Bredoux, Metoo, le combat continue, Seuil, octobre 2023,  (ISBN 978-2-02-154388-9)
- Lénaïg Bredoux et Mathieu Magnaudeix, Tunis connection : Enquête sur les réseaux franco-tunisiens sous Ben Ali, Seuil, janvier 2012, 260 p..